# Gavin Greenaway
 (mars 2012).
Si vous disposez d'ouvrages ou d'articles de référence ou si vous connaissez des sites web de qualité traitant du thème abordé ici, merci de compléter l'article en donnant les références utiles à sa vérifiabilité et en les liant à la section « Notes et références ».
Pour les articles homonymes, voir Gavin et Greenaway.
Gavin Greenaway, né le 15 juin 1964 en Angleterre, est un compositeur de musiques de films. Grand ami de John Powell, ils intègrent ensemble le studio Remote Control Productions en 1997. Il est également le compositeur de la bande son du spectacle pyrotechnique Illuminations : Reflections of Earth dans le parc Disney Epcot.

## Filmographie
- 1984 : The Family-Ness de Jack Stokes (série télévisée) (cocompositeur avec Roger Greenaway)
- 1986 : Jimbo and the Jet Set de Keith Learner (série télévisée) (cocompositeur avec Roger Greenaway)
- 1990 : Penny Crayon de Guy Maddocks (série télévisée) (cocompositeur avec Roger Greenaway)
- 1992 : Peter's Friends de Kenneth Branagh (conducteur)
- 1993 : Le Bazaar de l'épouvante de Fraser Clarke Heston (musique de Patrick Doyle) (arrangements additionnels)
- 1994 : Exit to Eden de Garry Marshall (musique de Patrick Doyle) (orchestrations additionnelles)
- 1995 : Bugs de Brian Clemens (série télévisée)
- 1995 : Rangoon de John Boorman (musique de Hans Zimmer) (orchestrateur)
- 1996 : The Fragile Heart de Patrick Lau (film TV)
- 1996 : Human Bomb de Anthony Page (film TV) (musique de John Powell) (musiques additionnelles)
- 1997 : Le petit monde des Borrowers de Peter Hewitt (musique de Harry Gregson-Williams) (musiques additionnelles)
- 1997 : Le Pacificateur de Mimi Leder (musique de Hans Zimmer) (musiques additionnelles et chef d'orchestre)
- 1997 : Volte/face de John Woo (musique de John Powell) (musiques additionnelles)
- 1998 : Fourmiz de Eric Darnell (musique de Harry Gregson-Williams et John Powell) (musiques additionnelles et chef d'orchestre)
- 1998 : La Ligne rouge de Terrence Malick (musique de Hans Zimmer) (chef d'orchestre)
- 1998 :  Le Prince d'Égypte de Steve Hickner (musique de Hans Zimmer) (arrangements)
- 1999 : Un vent de folie de Bronwen Hughes (musique de John Powell) (musiques additionnelles, arrangements additionnels et chef d'orchestre)
- 1999 : Light It Up de Craig Bolotin (musique de Harry Gregson-Williams) (conducteur)
- 2000 : Chicken Run de Peter Lord (musique de Harry Gregson-Williams et John Powell) (musiques additionnelles et chef d'orchestre)
- 2000 : La Route d'Eldorado de Don Paul (musique de Hans Zimmer et John Powell) (musiques additionnelles et chef d'orchestre)
- 2000 : Gladiator de Ridley Scott (musique de Hans Zimmer et Lisa Gerrard) (chef d'orchestre)
- 2000 : Mission : Impossible 2 de John Woo (musiques de Hans Zimmer) (chef d'orchestre, arrangements)
- 2001 : Spy Kids de Robert Rodriguez (cocompositeur avec Harry Gregson-Williams, Danny Elfman, Heitor Pereira, Los Lobos, David Garza, Chris Boardman, Marcel Rodriguez, Robert Rodriguez et John Debney)
- 2001 : Évolution de Ivan Reitman (musique de John Powell) (musiques additionnelles)
- 2001 : Shrek de Andrew Adamson (musique de Harry Gregson-Williams et John Powell) (chef d'orchestre)
- 2001 : Pearl Harbor de Michael Bay (musique de Hans Zimmer) (chef d'orchestre)
- 2001 : Hannibal de Ridley Scott (musique de Hans Zimmer) (chef d'orchestre)
- 2001 : Sam, je suis Sam de Jessie Nelson (musique de John Powell) (chef d'orchestre)
- 2002 : Spirit, l'étalon des plaines de Kelly Asbury (musique de Hans Zimmer) (musiques additionnelles)
- 2002 : La Machine à explorer le temps de Simon Wells (musique de Klaus Badelt) (chef d'orchestre)
- 2002 : Compte à rebours mortel de Jim Gillespie (musique de John Powell) (chef d'orchestre)
- 2005 : Wallace et Gromit : Le Mystère du lapin-garou de Nick Park (musique de Julian Nott) (chef d'orchestre)
- 2005 : Madagascar d’Eric Darnell (musique de Hans Zimmer) (chef d'orchestre)
- 2005 :  Le Cercle 2 de Hideo Nakata (musique de Henning Lohner) (chef d'orchestre)
- 2005 : Batman Begins de Christopher Nolan (musique de Hans Zimmer et James Newton Howard) (chef d'orchestre)
- 2006 : Blood Diamond d'Edward Zwick (musique de James Newton Howard) (direction des chœurs)
- 2006 : Happy Feet de George Miller (musique de John Powell) (arrangements)
- 2006 : Vol 93 de Paul Greengrass (musique de John Powell) (chef d'orchestre)
- 2007 : Bee Movie de Steve Hickner (musique de Rupert Gregson-Williams) (chef d'orchestre)
- 2007 : La Vengeance dans la peau de Paul Greengrass (musique de John Powell) (chef d'orchestre)